# Hadena aurantitincta
Hadena aurantitincta là một loài bướm đêm trong họ Noctuidae.